# 新北勢
新北勢，是臺灣屏東縣內埔鄉的一個傳統地域名稱，位於該鄉西部偏南。相較於今日行政區，其範圍大致包括振豐村、豐田村、竹圍村西半部、東寧村西北部邊界地帶、上樹林西部一部份、建興村西南部，以及麟洛鄉新田村東南部。
本地區境內主要聚落為新北勢、上竹頭角、八壽埤、四十份，設有豐田國小。

## 歷史
台灣日治初期，新北勢地區為一街庄，稱為「新北勢庄」（舊制街庄），隸屬於港西下里。該庄昔日西邊北段及西北邊隔隘藔溪分流（今麟洛溪）與麟洛庄為界，東北與番仔厝庄為鄰，東邊為新東勢庄，東南邊為老東勢庄，南邊為老北勢庄，西邊南段為西勢庄。
1901年（日治明治三十四年）11月11日，全台廢縣廳改設二十廳，該庄隸屬於阿猴廳。1904年（明治三十七年）4月15日，該庄編入「新北勢區」，隸屬於阿猴廳。1905年（明治三十八年）4月1日，阿猴廳改稱「阿緱廳」。1909年（明治四十二年）10月25日，全台合併二十廳為十二廳，新北勢區仍隸屬於阿緱廳。1920年（大正九年）10月1日，全台地方制度大改正，廢十二廳改設五州二廳，該庄改制為「新北勢」大字，隸屬於高雄州潮州郡內埔庄（新制街庄）。
戰後內埔庄改制為內埔鄉，隸屬於高雄縣，大字亦改制為村。1950年（民國39年）10月1日，高、屏分治，內埔鄉改隸屬於屏東縣。
相較於今日行政區，本地區的範圍大致包括振豐村北半部、豐田村不含西北部凸出部分的西北側邊界地帶及南端、竹圍村不含東北部邊界地帶、東寧村西北部邊界地帶、上樹林西部邊界地帶及北部邊界地帶西半段、建興村西南部邊界地帶中央一小段，以及麟洛鄉的新田村東南部邊界地帶中段。

## 聚落
本地區發展較早的聚落為新北勢、上竹頭角、八壽埤、四十份，在日治初期的官方地圖上已有記載。

## 交通
國道3號又稱「福爾摩沙高速公路」，是貫穿台灣西部的兩條縱向高速公路之一，經過本地區西北部邊界地帶並設有平面側車道（縣道187丙線、鄉道37-1線、鄉道37線），而且在省道台1線交會處設有麟洛交流道。由此可快速前往國道3號沿線各地。
省道台1線又稱「縱貫公路」，是臺北至楓港的傳統平面幹道，經過本地區南部的新北勢聚落北側。由該道路北行可前往內埔鄉/竹田鄉交界地帶、竹田鄉/麟洛鄉交界地帶、麟洛鄉、屏東市、高雄市大寮區等地，南行經內埔鄉內埔市區西側外環道可前往竹田鄉東南部、萬巒鄉西南端、潮州鎮、新埤鄉等地。
縣道187丙線是過田至大埔的道路，經過本地區北端。由該道路西北行（大方向，當地先向東北行）可前往麟洛鄉東北端、長治鄉、九如鄉東南部凸出部分、鹽埔鄉西南端、九如鄉北部，並止於後庄地區的省道台3線路口；東南行可前往老埤地區，並止於大埔聚落西北郊的縣道187號路口。
鄉道屏37線是水門至麟洛的道路，經過本地區的西部邊界地帶中央偏北段。該道路在本地區有部分路段與鄉道屏37-1線、屏46線共線，另有部分路段為國道3號的平面側車道。
鄉道屏37-1線是竹圍至田心的道路，經過本地區的西部邊界地帶中央偏北段。該道路在本地區有部分路段與鄉道屏37線、屏46線共線，另有部分路段為國道3號的平面側車道。
鄉道屏46線是麟洛至四十分的道路，其東側端點（終點）位於本地區東北部、四十份聚落西南郊的鄉道屏87線路口。該道路在本地區有部分路段與鄉道屏37線、屏37-1線共線。
鄉道屏83線是新北勢至竹南的道路，其北側端點（起點）位於本地區南部、新北勢聚落北側的省道台1線路口。
鄉道屏85線是新北勢至潮州的道路，其北側端點（起點）位於本地區南部、新北勢聚落北側的省道台1線路口。
鄉道屏86線是新北勢至番仔埔的道路，其西側端點（起點）位於本地區南部、新北勢聚落東北側的省道台1線路口。
鄉道屏87線是黎明至西勢的道路，經過本地區的四十份、八壽埤、新北勢等聚落。
鄉道屏87-1線是四十分至竹圍的道路，全線除一小段外均位於本地區境內。其北側端點（起點）位於本地區東北部、四十份聚落的鄉道屏87線路口，南側端點（終點）位於本地區南部、新北勢聚落東北側的鄉道屏86線路口。

## 學校
- 豐田國小

## 產業
- 內埔工業區
  - 臺灣菸酒公司屏東酒廠